# Хваленцин (Великопольське воєводство)
Хваленцин (пол. Chwalęcin, нім. Gerstenfelde) — село в Польщі, у гміні Нове-Място-над-Вартою Сьредського повіту Великопольського воєводства.
Населення — 250 осіб (2011).
У 1975-1998 роках село належало до Познанського воєводства.

## Демографія
Демографічна структура станом на 31 березня 2011 року:
|          | Загалом | Допрацездатний вік | Працездатний вік | Постпрацездатний вік |
| -------- | ------- | ------------------ | ---------------- | -------------------- |
| Чоловіки | 119     | 26                 | 85               | 8                    |
| Жінки    | 131     | 27                 | 75               | 29                   |
| Разом    | 250     | 53                 | 160              | 37                   |